# Cystodytes antarcticus
Cystodytes antarcticus är en sjöpungsart som beskrevs av Sluiter 1914. Cystodytes antarcticus ingår i släktet Cystodytes och familjen Polycitoridae.
Artens utbredningsområde är Södra Ishavet. Inga underarter finns listade i Catalogue of Life.